# 多佛爾區
多佛爾區（英語：Dover District），英國英格蘭東南區域肯特郡的一個非都市區（地方第二級區政府），市議會所在地，位於同名的多佛爾。
多佛爾區成立於1974年4月1日，根據1972年地方政府法。在多佛爾區主要有3個市鎮：多佛爾、狄里、三明治。多佛爾區的東面為多佛爾海峽，北以斯陶爾河為界，南部為丘陵地形。有大部分的英法海底隧道經過此區通往海峽海底。主要道路為A2。

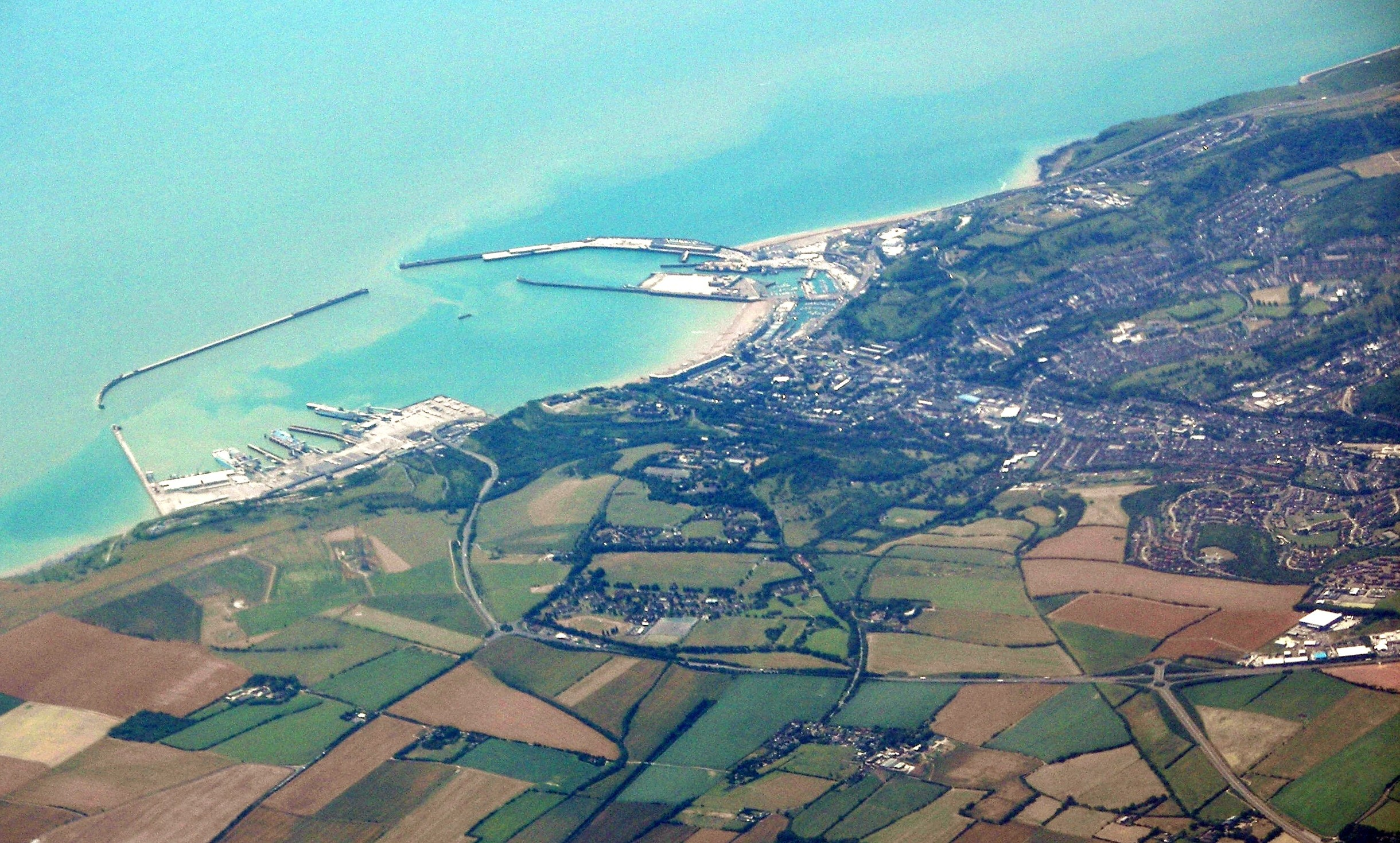
多佛爾市鎮為多佛爾區的行政中心，人口約28,000